# Joseph Jaminé
 (mai 2012).
Si vous disposez d'ouvrages ou d'articles de référence ou si vous connaissez des sites web de qualité traitant du thème abordé ici, merci de compléter l'article en donnant les références utiles à sa vérifiabilité et en les liant à la section « Notes et références ».
Joseph Laurent Jamine est un homme politique belge et avocat, né à Maastricht le 19 mai 1797, décédé à Tongres le 20 août 1883. membre du Congrès national de 1830, suppléant d'Érasme Surlet de Chokier[réf. nécessaire].
Bourgmestre de Tongres, grand-père du baron Armand Meyers (1862-1951), procureur général près la Cour d'appel de Liège (1919-1934)[réf. nécessaire].
Joseph Jaminé est le fils de Lambert Jaminé et de Geneviève Absil.

## Jeunesse
Après avoir accompli ses études à Maastricht, il s'inscrit à l'Université de Liège. Il y est reçu comme docteur en droit en présentant une thèse intitulée: De collationibus.
Le nom de Jaminé, qui a été membre du Congrès national et a siégé à des représentants durant les sessions de 1831-1832 et 1832-1833, intéresse aussi bien la politique nationale que celle de la province de Limbourg où son existence s'est entièrement déroulée.
Inscrit au barreau de Maastricht, Jaminé a été fortement influencé, en 1821, par un procès qui fit date dans les annales judiciaires, et au cours duquel le bourgmestre de Maestricht, Hennequin, joua le rôle de l'accusé. Le Gouvernement de La Haye poursuivait celui-ci pour avoir refusé l'application d'une taxe grevant la ville. L'acquittement du prévenu fit sensation. L'effervescence la plus grande régnait, comme l'a rappelé le procureur général Meyers dans un discours prononcé le 16 septembre 1929 à de Liège: « Maastricht fut la première ville qui fit de l'opposition en action ».
C'est sous ce climat que Jaminé noua bientôt d'étroites relations d'amitié avec Théodore Weustenraad, homme de lettres, poète et publiciste, égaIement originaire de Maastricht, et de huit ans son cadet. Jaminé a collaboré avec Weustenraad à L'Éclaireur du Limbourg, journal d'opposition à la politique hollandaise, qui parut à Maastricht du 16 septembre 1827 au 31 mars 1829. Dans ses Notes biographiques sur H.-Th. Weustenraad (Bulletin de  scientifique et littéraire du Limbourg, t. II, 1854, p. 111-121), qu'il consacra à son camarade de combat, Jaminé écrit à propos de ce journal: « L'Éclaireur marcha fidèlement sur les traces du Mathieu Laensberg et seule différence avec les journaux de l'opposition, L'Éclaireur se refusait à croire aux bienfaits incontestés de la liberté d'enseignement ». Cette opinion plaçait Jaminé et Weustenraad dans une position de retrait par rapport à la fraction libérale à cette époque. La nature avait doté Weustenraad d'une plume acérée qui lui valut plusieurs procès ; il fut, notamment, poursuivi deux fois devant le tribunal correctionnel de Maastricht. Dans la première de ces deux causes il fut défendu, non seulement par Forgeur, Destouvelles et l'avocat français Teste, qui pratiquait à cette époque en Belgique, mais par son ami Jaminé.

## Carrière en Politique
C'est en qualité de suppléant du baron Surlet de Chokier, élu membre du Congrès national le 3 novembre du Congrès national le 3 novembre 1830 pour le district de Hasselt, que Jaminé prit place dans les rangs de cette assemblée le 7 avril 1831, après que Surlet de Chokier fut devenu régent de Belgique le 24 février 1831. Les deux autres représentants du district étaient Charles de Brouckere et Pierre-Gérard Teuwens.
Meyers, descendant direct de Jaminé et détenteur de ses papiers, rapporte au sujet de cette élection qu'un décret du Gouvernement provisoire avait établi, le 31 octobre 1830, un bureau électoral à Sittard, localité des Pays-Bas actuels ; ce bureau recueillait les suffrages émis par les électeurs de la rive droite de inférieure.
Dès le mois de mai 1831, avec une fougue que n'éclaire pas toujours le sens des réalités, Jaminé se jette dans les discussions du Congrès national concernant l'élection du roi des Belges et l'approbation du traité des XVIII articles. Il ne semble pas encore pressentir que le choix d'un roi peut, dans les difficultés que rencontre le Gouvernement provisoire, constituer une planche de salut. Le 24 mai 1831, il énonce, faisant fi de toute circonspection diplomatique : « La proposition Pirson attaque directement la constitution en conférant aux plénipotentiaires de Londres le droit de donner un roi à  ». Le 31 mai, il joint cependant son vote à celui des 136 députés qui obtiennent la position de priorité pour un ordre du jour préconisant l'élection immédiate d'un roi, non imposé par les puissances. Ce geste étant accompli, il en marchande l'exécution ; il dénonce, le 2 juin 1831, la diplomatie, forcément secrète, des envoyés belges et des négociateurs étrangers au cours des tractations préliminaires à la signature du traité des XVIII articles, ainsi que l'impréparation patente de nos forces militaires: « A quoi nous servent, s'écrie-t-il, les places de Namur, Huy et Liège sans Maastricht, qui est à vingt lieues de Bruxelles, et par laquelle les Prussiens peuvent aider les Hollandais à entrer à Bruxelles dans les deux jours ? »
En effet, le protocole du traité des XVIII articles, tout en reconnaissant le droit d'occuper militairement le Luxembourg, Maastricht et la plus grande partie du Limbourg, ne lui garantissait pas la souveraineté de ces provinces. Jaminé ajoutait à ce propos: « Nous tenons à représenter nos compatriotes. Nous ne voulons pas qu'ils soient trompés plus longtemps ». Se complaisant dans l'expression d'une pensée romantique, il termine: « En déplorant le sort de mes compatriotes, je viendrai me réfugier au milieu de vous ».
Jaminé annonce, cependant, quelques jours plus tard que son vote sera acquis au prince Léopold de Saxe-Cobourg-Gotha, mais sous réserve de l'issue des négociations relatives au traité des XVIII articles.
Le discours du 2 juin 1831 - malgré l'outrance de certains termes: « Hier je reculais devant la guerre, aujourd’hui je l'invoque presque comme un bienfait » - a captivé l'attention d'une assemblée émue qui a manifesté son respect pour l'attitude de Jaminé.
Jaminé avait-il reçu de la part d'amis imprudents des assurances au sujet du maintien du Limbourg dans le giron national ? C'est possible, et on peut le croire quand, dans un discours, il profère le 1er juillet 1831 : « Lorsque nous nous occupions du décret sur l'élection d'un roi, on nous déclara que, pour ce qui regardait le Limbourg, on en viendrait facilement à bout ». Il achève en ces termes: « La guerre générale, donc, s'il faut en passer par là. À mon avis, ce sera le réveil des peuples et le signal de leur émancipation... »
Le traité des XVIII articles, dont le protocole est connu depuis plusieurs mois, est voté par le Congrès national le 9 juillet 1831.
Mais la signature de ce traité mécontentait le roi des Pays-Bas. Guillaume 1er provoqua la campagne des dix jours. Le règlement définitif du conflit international fut imposé, par les puissances étrangères, qui dut accepter le 19 octobre 1831 le décevant traité des XXIV articles.
Siégeant à des représentants depuis le 4 octobre 1831 en remplacement du prince Félix de Mérode, qui avait opté pour Bruxelles, l'irréaliste Jaminé ne s'aventura pas, cependant, à conseiller une reprise des hostilités. « Non, déclare-t-il, le 28 octobre 1831, je ne ferai plus retentir ces voûtes d'accents guerriers... Non, je conseille le refus du traité et puis attendons ». Lorsque le traité était sur le point d'être adopté, il avait fait observer : « Je m'oppose à ce que l'on nous prive de députés du Limbourg et du Luxembourg jusqu'à ce qu'on sache bien à qui appartiendront les lambeaux de ce territoire». Le 14 novembre 1831, il fait parvenir au bureau une lettre afin de signaler à ses collègues « que ça sera toujours sa patrie ».
Au cours des sessions 1831-1832 et 1832-1833 Jaminé représente le district de Maastricht; il intervient encore dans les débats et s'intéresse activement à la situation militaire du pays. .
Tout en menant une action sur le plan national, Jaminé poursuivit également une carrière administrative et politique dans la province de Limbourg.
En 1830, il était devenu secrétaire du baron de Loën, gouverneur de la province de Limbourg, et, le 24 février 1831, juge suppléant du tribunal de 1re instance à Tongres. Il assista le gouverneur dans l'organisation de l'administration provinciale nouvelle.
Installé à Tongres comme avocat, il devint, en 1836, membre du conseil communal. Bourgmestre de Tongres le 17 janvier 1855, il le demeura jusqu'au 31 décembre 1860, date à laquelle un différend éclata au sein du parti libéral dont il était président. Lorsque les querelles furent aplanies, il fut à nouveau nommé bourgmestre de Tongres le 6 janvier 1864 et occupa ce poste jusqu'au 31 décembre 1866.
C'est à Jaminé que la ville de Tongres doit l'édification d'une école pour garçons et l'agrandissement de l'hôpital communal.
Jaminé fut également vice-président du gouvernement provincial du Limbourg de 1839 à 1848 et président du conseil de 1848 à 1883.
Il est l'auteur, en collaboration avec L. de Fastré, d'un Mémoire sur la destination des ci-devant béguinages (Liège, 1846).
Joseph Jaminé fut le membre fondateur et le premier président de la Société scientifique et littéraire du Limbourg.
Jaminé était, comme Gendebien et Dumortier, un esprit généreux et passionné. Les peuples, comme les citoyens, doivent conserver leur fierté : subir n'est pas accepter. La fermeté, parfois abrupte, d'un Jaminé a contribué à sauver la dignité nationale qu'une agréation massive par les Chambres du vœu des puissances aurait pu compromettre.
La définition de la vie tout entière de Jaminé se trouve dans le titre d'une autobiographie de Goethe: Poésie et Vérité. Le premier terme résume la carrière du législateur, le second celle du mandataire provincial et communal, converti aux réalités. Le poète est mort jeune, mais le mandataire public a heureusement survécu.
Son portrait est visible au palais du gouvernement provincial à Hasselt.